# Chinguirito (Venezuela)
Chinguirito es una población de la isla de Margarita, Estado Nueva Esparta, Venezuela. Cercana a playa Guacuco y Atamo. 
- Datos: Q25412476